# 情報整理ソフト
情報整理ソフトとは個人レベルでの情報を管理・整理するためのソフトである。パーソナルナレッジベース（英：Personal Knowledge Base）とも呼ばれる。

## 対象となる情報
（一例）
- メモ（アイデア、雑考）
- ノート
- To Do
- カレンダー（スケジュール）
- 日記
- ブックマーク
- ウェブスクラップ

## 情報整理ソフトの一例

### ウィキソフトウェア
詳細は「ウィキソフトウェア」および「List of wiki software」を参照
元々ウィキは複数の人間による共同編集を前提にしたものだが、設定を変更し、個人用の情報整理ソフトとして使われることも多い。また個人用ウィキという最初から個人用途に作られたウィキもある。
- DokuWiki
- MoinMoin
- TiddlyWiki
- Tomboy
- TWiki
- Zim（英語版）

### テキストエディタ
- Emacs
  - ChangeLogメモ[4][5][6]
  - Emacs Muse[7]
  - howm[8]
  - Org-mode

### ノート作成ソフト
詳細は「Comparison of notetaking software」を参照
- BasKet Note Pads（英語版）
- CintaNotes（英語版）
- Evernote
- Growly Notes[9]
- Microsoft OneNote
- iroha Note

### メモソフト
- CatMemoNote[10]
- XTMemo[11]
- 紙copi[12]

### Personal Information Manager
詳細は「Personal Information Manager」および「List of personal information managers」を参照
- Chandler
- Evolution
- Microsoft Outlook

### アウトラインプロセッサ
- OmniOutliner（英語版）

### マインドマッピングソフト
- FreeMind
- GitMind

### その他
- DEVONthink[13]
- FileMaker
- Journler（英語版）
- MacJournal（英語版）
- Scrivener（英語版）
- Taskwarrior（英語版）
- Yojimbo（英語版）
- Zotero

## 同期とバックアップ
スマートフォンやタブレットの普及により、マルチデバイスにおける同期・バックアップも重要な課題である。